# Meister der Liebesgärten

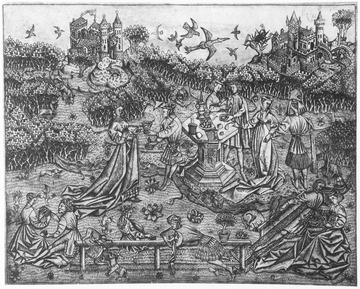
Meister der Liebesgärten – Der große Liebesgarten, Kupferstich, Niederlande, 15. Jahrhundert

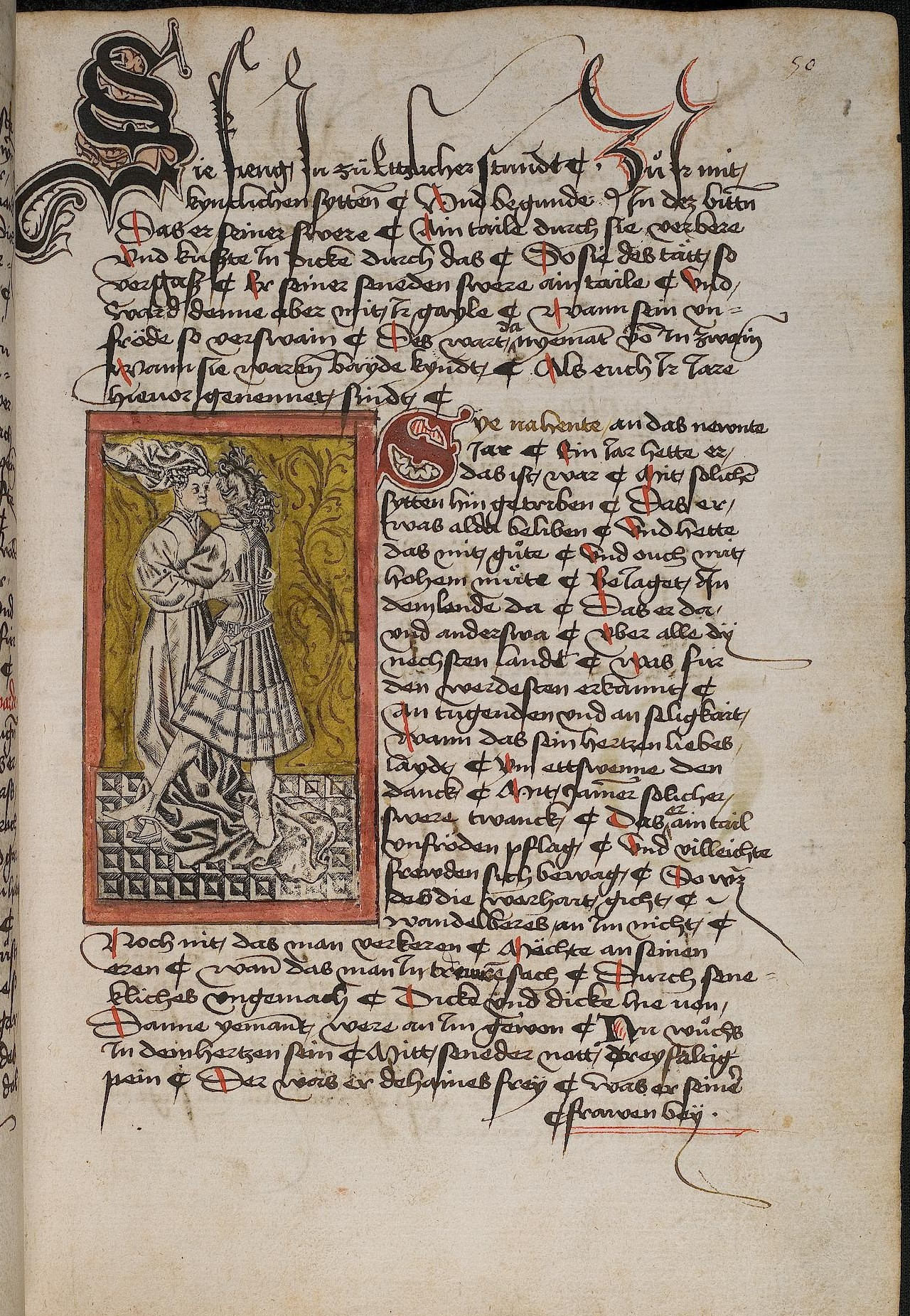
Cod. Pal. germ. 4, Blatt 50r: Rudolf von Ems, Willehalm von Orlens, eingeklebter Kupferstich Liebespaar, dem Meister der Liebesgärten zugeschrieben

Als Meister der Liebesgärten wird in der Kunstgeschichte ein niederländischer Kupferstecher bezeichnet, der wohl in der Mitte des 15. Jahrhunderts in den Niederlanden tätig war. Der namentlich nicht bekannte Künstler wurde nach zwei seiner Stiche mit Darstellungen des Liebesgartens benannt. Insgesamt werden dem Meister um die 26 Stiche zugeschrieben.
Der Meister ist kunstgeschichtlich weniger wegen seiner künstlerischen Leistung, sondern mehr als einer der frühesten Kupferstecher als Handwerker in den Niederlanden von Bedeutung. Seine Darstellungen gelten als noch etwas derbe in der Ausführung und zeigen wenig Raumtiefe und Details. Sein Werk zeigt jedoch den Anfang des Weges der Illustration weg von gemalten Miniaturen in Handschriften hin zum Kupferstich und später zum industriellen Druck. Die Stiche des Meisters sind noch relativ kleinformatig und lassen den Schluss zu, dass sie als Illustrationen gedacht waren, die in Manuskripte eingeklebt wurden, wie in Konrad Bollstatters Abschrift (abgeschlossen 1458) des Versromans Willehalm von Orlens (Cod. Pal. germ. 4, Blatt 50r).